# Úton hazafelé – Egy hihetetlen utazás
Az Úton hazafelé: Egy hihetetlen utazás (eredeti cím: Homeward Bound: The Incredible Journey) 1993-ban bemutatott amerikai film állatokkal a főszerepben. Az élőszereplős játékfilm rendezője Duwayne Dunham, producerei Jeffrey Chernov és Franklin R. Levy. A forgatókönyvet Caroline Thompson, Linda Woolverton és Jonathan Roberts írta, a zenéjét Bruce Broughton szerezte. A mozifilm a  Walt Disney Pictures és a Touchwood Pacific Partners 1 gyártásában készült, a Buena Vista Pictures forgalmazásában jelent meg. Műfaja kalandfilm.
Amerikában 1993. február 3-án, Magyarországon 1993. november 12-én mutatták be a mozikban.
A film narrátora Michael J. Fox, aki egyúttal a fiatalabb kutya hangját adja.
A film az 1963-as Hihetetlen utazás című Disney-film újrafeldolgozása. Mindkét film története a népszerű gyerekkönyv, Sheila Burnford: The Incredible Journey című könyvén alapszik.
1996-ban készült el a film folytatása, az Úton hazafelé 2. – Kaland San Franciscóban (Homeward Bound II: Lost in San Francisco).

## Cselekmény
Lutri, a fiatal Amerikai bulldog meséli el hármójuk történetét. Lutri kölyökkorában kóbor kutya volt, majd állatmenhelyre került. Nem érzi magáénak a házat, ahol lakik, és Jamie-t, a család legfiatalabb tagját sem tartja a gazdájának. A házban lakik még Árnyék, egy golden retriever, idősebb, tapasztalt kutya, aki gyakran tanítgatja Lutrit, de ő nem nagyon hallgat rá. Árnyék gazdája Jamie bátyja, Peter Burnford. A harmadik állat Szeszi, egy colourpoint perzsa macska, akinek gazdája a család lánytagja, Hope.
Bob Seaver (Robert Hays) feleségül veszi Laura Burnfordot (Kim Greist), akinek három gyermeke van. Nem sokkal az esküvő után a család kirándulni megy San Franciscóba, így a gyerekek állatait a család egyik barátjához, Kate-hez (Jean Smart) viszik, aki egy ranchon él. Az állatok nem értik, mi történik, amikor gazdáik az idegen helyen hagyják őket. Kate pár nappal később állatokat megy terelni, így a két kutyát és a macskát egy segítőjére hagyja, aki azonban azt hiszi, hogy Kate magával vitte az állatokat. Árnyék ugyanis azt gondolja, hogy a gazdájával valami baj történt, azért nem jön érte, ezért elhatározza, hogy hazamegy. Lutri és Szeszi kis habozás után követik.
Az állatok azt gondolják, hogy mindössze a közeli dombra kell felmenniük, és onnan már látni fogják az otthonukat, azonban amerre csak néznek, hegyeket látnak. Árnyék ösztöneire hallgatva vezeti őket hazafelé. A szabadban töltött félelmetes éjszaka után a folyóhoz mennek reggelizni. Ott Szeszi karmainak segítségével sikerül néhány halat fogniuk, azonban Lutri reggelije addig ugrál, amíg medvebocsok közelébe ér. Lutri elijeszti a bocsokat, azonban a dühös anyamedve elől mindhárman elfutnak.
Egy másik folyónál Szeszi a gyors sodrású folyóba esik, ahonnan sem a maga erejéből nem tud kimászni, sem Árnyék nem tudja kimenteni, pedig utána ugrik a vízbe. Szeszi egy vízesésnél a mélységbe zuhan. A kutyák azt gondolják, hogy meghalt, ezért szomorúan, de tovább mennek.
A félig megfulladt Szeszit kisodorja a víz a partra, ahol egy idős természetjáró kimenti, és a kalyibájába viszi. Szeszi a gondos ápolástól és a kapott kecsketejtől erőre kap és már másnap barátai után indul.
Szeszi nélkül nehezebben megy a halfogás, de Árnyék kitartóan próbálkozik vele. Eközben Lutri a parton egy pumát vesz észre. Villámgyorsan menekülniük kell, azonban a puma követi őket. Menekülés közben Lutri elmondja Árnyéknak, hogy a ház közelében hova rejtett el csontokat és hogy a tévé távirányítóját a libikóka közelében ásta el. Árnyéknak erről eszébe jut egy csel: ő megmutatja magát pumának és maga után csalja, miközben Lutri egy bizonyos helyen várakozik. Amikor a puma a megfelelő helyre ér, Lutri ráugrik a lapos sziklára, aminek másik végére a puma lépett. A puma a levegőbe repül és a folyóba esik. A kutyák diadalmas ugatásba kezdenek, amit Szeszi meghall, és hamarosan újból együtt a csapat.
Lutri szeretne közelebbről megismerkedni egy tarajos süllel, az azonban néhány tüskéjét a kutya orrába szúrja. A tüskék mélyre fúródtak, még Szeszi sem tudja őket kipiszkálni.
Ahogy továbbhaladnak, egy elveszett kislányt találnak az erdőben. Mivel nincs szívük otthagyni, éjszaka mellette maradnak és melegítik. Másnap a szülők és egy mentőcsapat megtalálják őket, mert Árnyék ugatása oda vezeti őket. A mentőcsapatban lévő két vadőr felismeri az elveszett állatokat, mert a család plakátokat rakott ki, amivel keresi őket. Ezért az állatokat befogják és egy állatmenhelyre viszik őket, ahol állatkórház is van. Itt kiveszik a Lutri orrába fúródott tüskéket. Lutri azonban korábbi rossz emlékei alapján azt hiszi, hogy rossz helyre került, ezért figyelmezteti a többieket. Szeszinek sikerül elmenekülnie, de Árnyékot bezárják egy ketrecbe. Szeszi azonban visszalopózik és kinyitja a ketrecének zárját. Addigra a műtőben kiszedik a tüskéket Lutri orrából. Árnyék megtámadja a műtőt, Szeszi pedig maga után csalja a férfit aki el akarja kapni Árnyékot. Végül mindhárman kereket oldanak, a kutyák a kerítés alatt kiássák magukat.
Eközben a vadőrök értesítették a szülőket, így az egész család boldogan énekelve megy az állatmenhely felé, ahonnan az állataik nem sokkal korábban elmenekültek.
Az állatok végre megpillantják a város épületeit. Vasúti sínekhez érnek, amin átkelve Árnyék korhadt deszkára lép és egy sáros gödörbe zuhan. Szeszi és Lutri hiába biztatják, hogy másszon ki, Árnyék azt mondja, hogy nem fog menni, mert már túl öreg a mászáshoz, ezért Lutri leereszkedik hozzá és a lelkére beszél.
A család a kertben együtt kosárlabdázik. Jamie azt mondja, hogy Lutri ugatását hallja, és valóban feltűnik a kutya, amint kis gazdája felé rohan. Nem sokkal később megérkezik Szeszi is, akit Hope örömmel ölel magához. Peter szomorúan látja, hogy hiába várja Árnyékot, hiszen a hazavezető út hosszú volt, a kutya pedig öreg. Nem sokkal később azonban feltűnik a sántikáló Árnyék. Peter örömmel fogadja. Lutri úgy gondolja, hogy végre neki is van otthona.

## Szereplők
| Szereplő           | Eredeti hang    | Magyar hang    | Megjegyzés |
| ------------------ | --------------- | -------------- | --- |
| Lutri              | Michael J. Fox  | Stohl András   | Egy amerikai bulldog, fiatal, tapasztalatlan kutya, kölyökkorában kóbor kutya volt, majd állatmenhelyre került. |
| Árnyék             | Don Ameche      | Perlaki István | Egy golden retriever, idősebb, tapasztalt kutya.                                                                |
| Szeszi (Sassy)     | Sally Field     | Kovács Nóra    | Egy colourpoint perzsa / himalájai macska.                                                                      |
| Szereplő           | Színész         | Magyar hang    | Megjegyzés |
| Bob Seaver         | Robert Hays     | Csankó Zoltán  | Laura újdonsült férje.                                                                                          |
| Laura Burnford     | Kim Greist      | Jani Ildikó    | Bob újdonsült felesége.                                                                                         |
| Jamie Burnford     | Kevin Chevalia  | Szalay Csongor | A fiatalabb fiú, Lutri gazdája.                                                                                 |
| Peter Burnford     | Benj Thall      | Simonyi Balázs | Jamie bátyja, Árnyék gazdája.                                                                                   |
| Hope Burnford      | Veronica Lauren | Dögei Éva      | A család lánytagja, Szeszi gazdája.                                                                             |
| Kate               | Jean Smart      | Spilák Klára   | A bunford család barátnője, Frank felesége.                                                                     |
| Frank              | Gary Taylor     | Orosz István   | Kate férje. |
| Quentin            | William Phipps  | Huszár László  | Az öreg erdész.                                                                                                 |
| Kirkwood           | Mark L. Taylor  | Balázsi Gyula  | Az állatmenhely tulajdonosa.                                                                                    |
| Foote              | David MacIntyre | Horkai János   | Kirkwood segédje, az állatmenhelyről.                                                                           |
| Állatorvos         | Ted D’Arms      | Salinger Gábor | A helyi állatorvos az állatmenhelyről.                                                                          |
| Őrmester           | Ed Bernard      | Kristóf Tibor  | A San Francisco-i rendőrség kapitánya.                                                                          |
| Bob anyja          | Janet Penner    | Dallos Szilvia | |
| Laura anyja        | Mary Marsh      | Czigány Judit  | |
| Laura apja         | Frank Roberts   | nem szólal meg | |
| Peter tanára       | Dorothy Roberts | N/A            | |
| Jamie tanára       | Peggy West      | Kassai Ilona   | |
| Pap                | Glenn Mazen     | Kardos Gábor   | A tiszteletes, aki összehozza Bob-ot és a három gyerekes Laurát.                                                |
| Élelmiszerszállító | Nurmi Husa      | Garai Róbert   | Egy szakács, aki ételeket szállít.                                                                              |
| Erdész             | Rich Hawkins    | Uri István     | |
| Molly              | Mariah Milner   | Szentesi Dóra  | Egy szőke kislány, aki eltévedt az erdőben.                                                                     |
| Molly apja         | Don Alder       | Rosta Sándor   | Molly szülei, akik az erdészekkel keresték az erdőben.                                                          |
| Molly anyja        | Jane Jones      | Riha Zsófi     | |
| Erdésznő           | Kit McDonough   | Riha Zsófi     | |
| Mark               | Woody Eney      | Kárpáti Tibor  | Az egyik erdész.                                                                                                |

További magyar hangok: F. Nagy Zoltán (Letartoztatott csöves; Erdész #1; Kutya az állatmenhelyen), Orosz István (Letartoztató rendőr), Uri István (Erdész #2)

## Fogadtatás
A film túlnyomó részt pozitív kritikákat kapott. A filmkritikusok véleményét összegző Rotten Tomatoes 88%-ra értékelte 24 vélemény alapján.

## Forgatási helyszínek
- Bend, Oregon állam, USA
- Columbia-folyó vízesése, Oregon, USA
- Deschutes National Forest - 1001 Southwest Emkay Drive, Bend, Oregon, USA
- Eagle Cap Wilderness Area, Oregon, USA
- Joseph, Oregon, USA
- Mount Hood National Forest, Oregon, USA
- Portland, Oregon, USA
- Wallowa-Whitman National Forest, Wallowa, Oregon, USA
- Willamette National Forest, Oregon, USA

## Érdekességek
- Az állatok szája nem mozog, amikor beszélnek (de megértik, hogy mit mond a másik, tehát nem belső monológról van szó).

## Televíziós megjelenések
- HBO, RTL Klub, Super TV2, Mozi+, Moziverzum
- M2
- TV2

## Fordítás
- Ez a szócikk részben vagy egészben  a   Homeward Bound: The Incredible Journey című angol Wikipédia-szócikk fordításán alapul.  Az eredeti cikk szerkesztőit annak laptörténete sorolja fel. Ez a jelzés csupán a megfogalmazás eredetét és a szerzői jogokat jelzi, nem szolgál a cikkben szereplő információk forrásmegjelöléseként.